# 中本伸輔
中本 伸輔（なかもと しんすけ）は日本の男性声優。主にアダルトゲームに声をあてている。

## 出演作品
主役は太字。

### アダルトゲーム
- てとてトライオン!（鹿子木景[1]）
- 11eyes -罪と罰と贖いの少女-（皐月駆[2]）
  - 11eyes -Resona Forma-（皐月駆[3]）
- 鎖 -クサリ-（香月恭介）
- step -二人の関係は一歩ずつ-（鬼頭大[4]）
- 2×4!-ひとつ屋根の下で-（君塚弘幸）
- つよきす（村田洋平[5]、イガグリ[6]）
  - みにきす 〜つよきすファンディスク〜（村田洋平[7]、イガグリ[7]）
  - つよきす2学期（村田洋平[8]、イガグリ[9]）
  - つよきす3学期（村田洋平[10]、イガグリ[11]）
  - つよきす Full Edition（村田洋平[12]、イガグリ[13]）
- ぶらばん! -The bonds of melody-（鶴橋健太郎[14]）
- 僕と彼女とココロの欠片（宇佐美司）
- 魔法戦士スイートナイツ（メッツァー・ハインケル）
  - 魔法戦士スイートナイツ〜ヒロイン陵辱指令〜
  - セイクリッドグラウンド[15]
- 夜勤雀棟・弐（主人公）
- 昼は別の顔（男性）

### コンシューマー
- つよきす 〜Mighty Heart〜（村田洋平[16]）
  - つよきす2学期 -Swift Love-（村田洋平[17]、イガグリ[18]）
  - つよきす2学期 -Portable-（村田洋平[19]、イガグリ[20]）
  - つよきす3学期 -Portable-（村田洋平[21]、イガグリ[22]）
- てとてトライオン! TROPICAL（鹿子木景[23]）

### OVA
- Maple Colors（愛善幸仁、東雲東風[24]）
- boin（一条大介[25]）
- DISCODE 異常性愛（平野影清）
- 百舌鳥の贄 早贄（貴城悠志郎[26]）

### ドラマCD
- ウィズ アニバーサリィー（デュオ）
- FORTUNE ARTERIAL（支倉孝平[27]）